# Кантар (посуд)

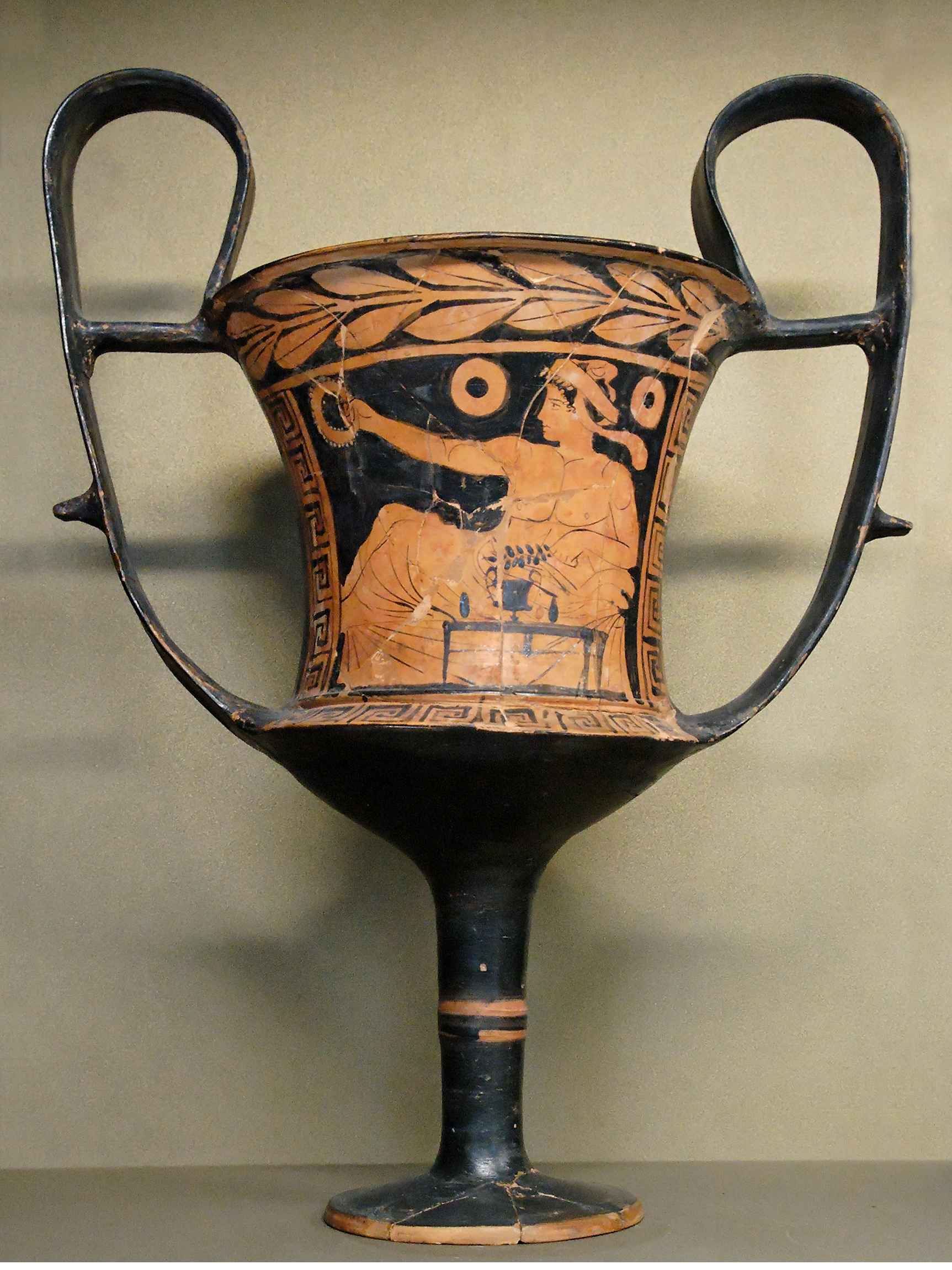
Червонофігурний канфар із зображенням сімпосіаста, Національний археологічний музей Афін, Вазописець Великого Афінського канфара

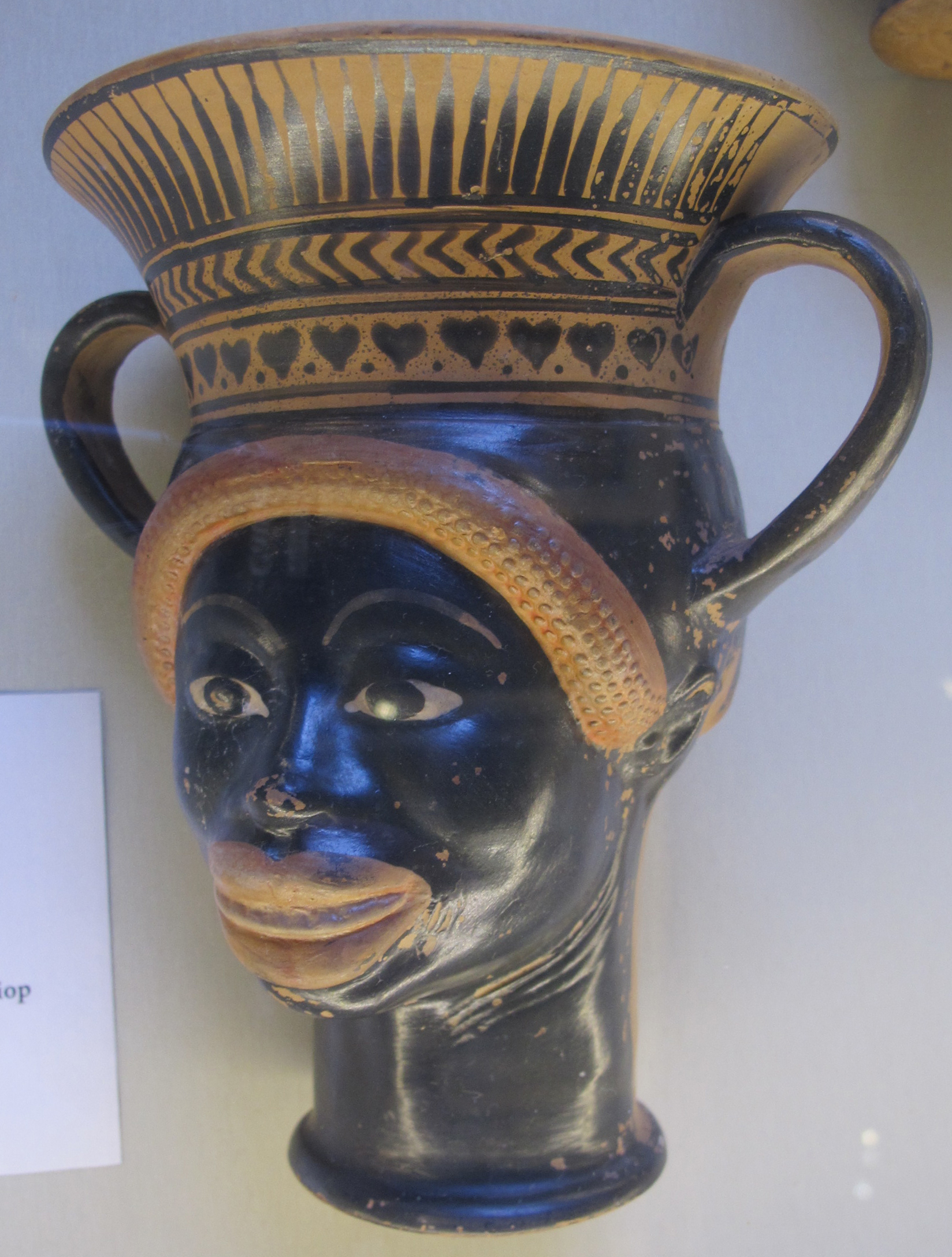
Кантар з голівкою ефіопки, Аттика,, 510-490 до н. е.

Ка́нтар, ка́нфар (грец. κάνθαρος, kántharos) — давньогрецький келих з двома вушками. Має пару високих ручок і прикрашений зображеннями, що належать здебільшого до циклу сказань про бога виноробства Діоніса. Делікатність форм і обробки деяких ваз, так само як і незначність їх розміру, свідчать про те, що ці посудини призначалися для речовин цінніших, ніж вода, вино і звичайне масло. Канфари зазвичай використовували в культі Діоніса.